# 小畑村 (岐阜県)
小畑村（おばたむら）は、かつて岐阜県養老郡に存在した村である。
現在の養老郡養老町の北東部に該当し、杭瀬川、相川、小畑川沿いの村である。村名は小畑川に由来する。

## 歴史
- 江戸時代末期、この地域は美濃国多芸郡であり、天領、尾張藩領などであった。
- 1871年（明治4年） - 旧来の祖父江村と段海村が合併し、祖父江村となる。
- 1889年（明治22年）7月1日 - 蛇持村、飯田村、祖父江村、江月村、大坪村が合併し、小畑村となる。
- 1897年（明治30年）4月1日[1] - 郡制に基づき多芸郡の一部と上石津郡が合併し、養老郡となる。
- 1954年（昭和29年）11月3日 - 高田町、養老村、広幡村、上多度村、池辺村、笠郷村、多芸村、日吉村、合原村の一部と合併し養老町が発足。同日小畑村廃止。

## 小字
- 大字蛇持
  - 祖父田、西田、南屋敷、南浦、内野田、法善殿、田畑、除下、赤池、船戸、前野、北屋敷、外之田、北浦、横長、立長、柳原、押登毛、葭尻、横割、鎌倉、北ノ割、新道東、柳下、井割場、池ノ割
- 大字飯田
  - 島下、井ノ下、五堂、大見道、西九之坪、八之坪、宮西、宮東、門田、南丸内、東町田、丸之内、梶田、染貝戸、小深田、東九之坪、除北
- 大字祖父江
  - 前沖、天ヶ池、掛杁、中島、向野、野田、八石、野畑、祖父池、段海、井領、一之坪、下段海、又右エ門東
- 大字江月
  - 島崎、馬込、村前、村西、北柳原、下川原、高野、新白、古川
- 大字大坪
  - 田中、前沖、堀ノ内、松ノ木、清東、清東小分

## 学校
- 小畑村立小畑小学校（現・養老町立養北小学校）